# Pseudorhaphitoma ichthys
Pseudorhaphitoma ichthys é uma espécie de gastrópode do gênero Pseudorhaphitoma, pertencente a família Mangeliidae.